# Whistler (radio)
Un whistler è un segnale naturale costituito da onde elettromagnetiche di frequenza molto bassa, ossia onde radio nella banda VLF, generato da un fulmine.
Le frequenze dei whistlers terrestri sono comprese tra 1 kHz e 30 kHz, con un'ampiezza massima di solito fra 3 kHz e 5 kHz. Anche se i whistlers sono costituiti da onde elettromagnetiche, si verificano a frequenze audio e possono essere convertiti in segnali audio utilizzando un apposito ricevitore. Sono prodotti da fulmini per i quali l'impulso viaggia lungo le linee di forza del campo magnetico terrestre da un emisfero all'altro. Questi impulsi sono soggetti al fenomeno della dispersione che separa le varie frequenze con diverso valore in kHz, a causa della minore velocità delle frequenze più basse attraverso gli ambienti di plasma della ionosfera e magnetosfera. Così essi sono percepiti come un tono discendente, ossia come un fischio di frequenza decrescente, che può durare per alcuni secondi.
Le sonde Voyager 1 e 2 hanno rilevato attività simile ai whistlers in prossimità di Giove, a supporto delle osservazioni visuali di fulmini nell'atmosfera gioviana già effettuate da Voyager 1.
Whistler sono stati registrati anche nella magnetoguaina della Terra, dove vengono indicati come ruggiti di leone a causa della loro frequenza di centinaia di Hz.

## Storia
I whistler sono stati probabilmente rilevati fin dal 1886 come disturbi sulle linee telefoniche lunghe, ma la prima chiara descrizione è stata data da Heinrich Barkhausen nel 1919. Nel 1953, l'inglese Storey nella sua tesi di laurea mostrò che le scariche elettriche possono produrre whistler.
Storey indicò anche che l'esistenza dei whistler comportava la presenza di un plasma nell'atmosfera terrestre e che esso indirizzava le onde elettromagnetiche lungo le linee di forza del campo geomagnetico. Ne dedusse, senza riuscire a provarlo, l'esistenza della plasmasfera, un sottile strato compreso tra la ionosfera e la magnetosfera.
Nel 1963, l'americano Don Carpenter e il russo Konstantin Gringauz (quest'ultimo utilizzando i dati della sonda sovietica Luna 2) dimostrarono in modo indipendente l'esistenza della plasmasfera e della plasmapausa, secondo quanto già ipotizzato da Storey.

## Nomenclatura
Un segnale elettromagnetico che si propaghi nella guida d'onda Terra-ionosfera può fuoriuscire dalla ionosfera e propagarsi verso l'esterno nella magnetosfera. Questo segnale può subire successivi rimbalzi ed essere riflesso avanti e indietro su lati opposti del pianeta fino ad essere totalmente attenuato. Le diverse parti del percorso che il segnale compie vengono indicate con un numero e con un segno: la prima parte di percorso verso l'alto è indicata come 0+; dopo che il segnale ha superato l'equatore magnetico terrestre, inizia la seconda parte di percorso verso il basso indicata come 1-; dopo che il segnale viene riflesso, inizia una nuova parte di percorso verso l'alto indicata come 1+; dopo che il segnale supera nuovamente l'equatore magnetico, inizia un'altra parte di percorso verso il basso indicata come 2-; e così via. In pratica, il segno + o - indica se la propagazione avviene verso l'alto o verso il basso, rispettivamente; invece, il numero rappresenta il mezzo rimbalzo in corso.

## Classificazione dei whistlers
Lo studio dei whistlers li classifica nei seguenti tipi: Pure Note, Diffuse, Two-Hop e Echo Train.

### Pure Note Whistlers
Il segnale di un Pure Note Whistler ha viaggiato lungo una linea del campo magnetico terrestre. Si sente come un chiaro fischio e appare sullo spettrogramma come una singola linea fortemente incurvata.

### Diffuse Whistlers
I segnali dei Diffuse Whistlers hanno viaggiato lungo una serie di linee del campo magnetico terrestre che non sono tutte della stessa lunghezza. Il suono appare come un sussurro o un fruscio. Lo spettrogramma mostra una regione ampia invece di una linea curva stretta.

### Two-Hop Whistlers
I segnali dei Two-Hop Whistlers hanno origine a poca distanza del sito ricevente. Il segnale che viaggia lungo una linea del campo magnetico terrestre rimbalza dalla ionosfera nell'altro emisfero e torna indietro, facendo in modo che si ascolti un whistler a poca distanza dal luogo in cui si è verificata la scarica del fulmine originale. I Two-Hop Whistlers possono essere identificati dalla presenza di un forte sferic "locale" circa uno o due secondi prima che si senta il whistler, intendendo per "locale" una scarica anche a circa 2.000 chilometri dal sito di osservazione.

### Whistler Echo Train
Un Whistler Echo Train si ha quando il segnale radio rimbalza avanti e indietro tra punti della superficie terrestre magneticamente coniugati. Ogni volta che il segnale rimbalza dalla ionosfera, parte dell'energia viene persa nella bassa atmosfera e può essere ascoltata come un whistler; poiché questo accade ad ogni rimbalzo, ciò dà origine a una sequenza, o "treno", di whistlers, i quali, però, sono tutti il risultato di un singolo fulmine. I successivi whistler di questa sequenza, rispetto a quelli iniziali, sono caratterizzati dall'aumento del tempo di dispersione poiché la distanza percorsa dal segnale cresce ad ogni rimbalzo. Per tale motivo, uno spettrogramma (per il quale l'asse orizzontale indichi i tempi e quello verticale le frequenze) mostra una sequenza di linee curve che tendono sempre più a sembrare orizzontali.

### Ascoltare dei whistler
È possibile ascoltare dei whistler:
- da YouTube
- da spaceweather.com
- da vlf.it

| Controllo di autorità | LCCN (EN) sh85146452 · GND (DE) 4189789-4 · J9U (EN, HE) 987007556017305171 |